# Agir ensemble contre le chômage
Pour les articles homonymes, voir Agir ensemble.
 (novembre 2016).
Si vous disposez d'ouvrages ou d'articles de référence ou si vous connaissez des sites web de qualité traitant du thème abordé ici, merci de compléter l'article en donnant les références utiles à sa vérifiabilité et en les liant à la section « Notes et références ».
Agir ensemble contre le chômage (AC !) est un mouvement français de lutte contre le chômage et un réseau de collectifs destiné à susciter des débats sur le chômage.

## Histoire
Le mouvement  AC ! est né d’un appel « contre le chômage » lancé en novembre 1993,, dont l’idée avait été formulée lors des rencontres de Collectif tenues en juin 1992 (Collectif est une revue intersyndicale, regroupant des militants critiques vis-à-vis des grandes centrales syndicales, provenant de l’aile gauche de la CFDT, SUD, et du groupe des dix).
L’appel, dont la mouture parait dans cette revue fin 1992 est signé par environ 150 personnes. En majorité syndicalistes, intellectuels ou militants associatifs, dont Pierre Bourdieu, Alain Lipietz, Henri Leclerc, Jean-Michel Belorgey. Le mouvement AC ! est donc pensé à sa création comme un mouvement de lutte contre le chômage et un réseau destiné à susciter des débats sur le chômage. La création d’AC ! dès le début a reposé sur le constat que le chômage et le cortège d’exclusion, de précarité et de misère qu’il entrainait devenaient une réalité sociale injuste et inacceptable. D’où le slogan de l’association : « Cho, cho, cho, Chômage ras le bol ». AC ! a donc pour objectif principal la lutte contre le chômage et la précarité et la défense des droits des chômeurs et précaires. Son originalité se traduit par la volonté de faire vivre et d’associer la solidarité entre les salariés et les chômeurs.
Pour mettre en lumière le mouvement AC ! des marches nationales contre le chômage ont été organisées en France. Elles ont toutes convergé à Paris le 28 mai 1994. Ce jour-là ce sont 80 000 personnes qui se retrouvent pour une des plus grandes manifestations nationales contre le chômage. Un serment dit du 28 mai est signé par tous les participants et cela permet de souder déjà les manifestants qui en rentrant dans leur région ou département seront chargés de poursuivre la lutte contre le chômage et de consolider les structures AC ! déjà existantes ou en création.
Pour l’organisation des collectifs AC ! et la gestion administrative du mouvement une association nationale a été créée. Cette association a pour nom « les amis d’AC ! » située à Paris. Aujourd’hui c’est une quinzaine de collectifs qui existent en France et qu’il faut coordonner.
Des assises, qui réunissent tous les collectifs, ont lieu une fois par an afin de discuter des grandes lignes politiques du mouvement. Des coordinations nationales sont aussi organisées tous les trois mois où des représentants de chaque collectif se retrouvent afin de définir les positions communes. Ces positions sont alors élaborées collectivement.
Les collectifs  AC! organisent des permanences sociales, pour s'informer, se défendre… En 1998, le collectif parisien est rejoint par le Collectif d'Agitation pour un Revenu Garanti Optimal (CARGO) qui décide de s'autodissoudre au sein d'AC !. À partir de cette date, AC ! adjoint à la revendication de la semaine de 32 heures celle d'un revenu garanti, avec ou sans travail, à hauteur du SMIC.
En 2005, AC-Réseau a initié la création du collectif « Résistance au travail obligatoire ».
En 2006, l'association a connu une scission, dont sont issus deux groupes de collectifs. Les collectifs AC! qui suivent la charte de 2002 et ces revendications. Ces collectifs AC ! sont issus de la création d'AC! en 1994 et sont membres de la plate-forme européenne des « Marches européennes contre le chômage, la précarité et les exclusions ». Les autres collectifs dénommé « AC-Réseau » sont issus de la scission de 2006.
À Paris, AC-Réseau soutient également les actions du Collectif des mal-logés en colère et s'oppose ainsi à la municipalité de Bertrand Delanoë dirigée par le Parti socialiste et les Verts.
Depuis 2011, le président des amis d'AC ! est Serge Havet. Serge Havet est aussi porte parole ainsi que Joelle Moreau.
En juillet 2007, les collectifs AC ! revendiquent l'obtention de l'abrogation du décret du 22 décembre 2005, sur le contrôle fiscal et social des demandeurs d'emploi. Ce décret prévoyait que les inspecteurs et contrôleurs du travail puissent se faire communiquer par les administrations fiscales tous les documents nécessaires en cas de présomption de fraude de la part d'un chômeur. Le Conseil d'État a donc abrogé le décret, à la suite de la démarche d'AC !.